# Skoonheid
Skoonheid (Brasil: Beleza ) é um filme de drama sul-africano realizado por Oliver Hermanus. O filme foi apresentado na mostra paralela Un certain regard à selecção oficial da 64ª edição do Festival de Cannes. O filme estava entre os seleccionados para representar a África do Sul na competição de Óscar de melhor filme estrangeiro da edição de 2012, mas acabou não sendo escolhido. 
O filme foi lançado na África do Sul a 5 de outubro de 2011 e no Brasil foi exibido no Festival do Rio a 16 de outubro de 2011.

## Elenco
- Deon Lotz como François
- Roeline Daneel como Anika
- Sue Diepeveen como Marika
- Charlie Keegan como Christian
- Albert Maritz como Willem
- Michelle Scott como Elena

## Prémios
Skoonheid ganhou o prémio Queer Palm no Festival de Cannes 2011. O actor Deon Lotz recebeu uma menção especial no Festival de Cinema de Zurique por sua actuação no filme.